# Marcelo Mansfield
Marcelo Mansfield, nome artístico de Marcelo Jackson Pacheco  (São Paulo, 7 de setembro de 1956), é um ator e humorista brasileiro com cidadania portuguesa.

## Biografia
Descendente de ingleses e portugueses, Marcelo começou com apresentações nas cidades de Boston e Los Angeles, nos Estados Unidos. De volta ao Brasil, uniu-se ao grupo Harpias ao lado de Ângela Dip, Grace Gianoukas e Giovanna Gold. Teve seu próprio programa de humor na TV Gazeta, o Marcelo Mansfield Show.
Fez mais de 500 filmes publicitários, entre eles, das marcas Nescafé, Consul, Ford, Chevrolet, Lada, Nestlé e Kellogg's e dezenas de espetáculos no país e no mundo (80 cidades brasileiras, Inglaterra, Portugal, Canadá e México).
Participou de vários filmes entre curtas e longas-metragens, com destaque aos longas Festa, de Ugo Giorgetti, Durval Discos, de Anna Muylaert e o "trash" Loira Incendiária, do qual foi coautor do roteiro junto com Ângela Dip e Mauro Lima, baseado na sua peça do mesmo nome.
Participou de dois grandes expoentes do humor no Brasil: Terça Insana e Clube da Comédia Stand-Up.

## Carreira
Começou a vida profissional em 1985 em Hollywood onde fazia parte de um grupo de um teatro móvel. No Canal São Paulo produziu e apresentou por oito anos o TVlândia. Na mesma emissora, dirigiu alguns episódios do programa Cafi-Aspirina (depois rebatizado de Cafi-break) com o ator e comediante Carlos Fariello.
Em 1989, viveu o Dr. Barbatana no programa infantil Rá-Tim-Bum.
Em 1993, ganhou a Bolsa Vitae para um estágio em comédia de situação (sitcom) em Hollywood, e acompanhou as gravações dos seriados The Nanny e The Naked Truth.
Em 1997, Mansfield manteve uma coluna semanal por mais de um ano no jornal Folha de S.Paulo e colaborou com várias revistas e jornais, entre eles Marie Claire, Set, Contigo!, Transamérica e Jornal da Tarde.
Em 2001, estou o espetáculo Terça Insana fazendo parte do elenco durante quatro anos.
Em 2005, idealizou e apresentou o Clube da Comédia Stand-Up, um dos grupos responsáveis pela divulgação do stand-up comedy no país.
Em 2007, iniciou turnê dos espetáculos solos Como Entrar Mudo e Sair Calado e, no ano seguinte, estreou seu primeiro solo de stand-up comedy: Nocaute.
Em 2011, foi co-host no programa Agora É tarde, primeiramente apresentado por Danilo Gentili e depois por Rafinha Bastos até 2015. Ainda em 2011, foi  apontado pela Revista Bravo! como um dos principais nomes do stand up brasileiro.
Em 23 de fevereiro de 2015, estreia seu primeiro programa de rádio, Clube dos Cinco, pela Rádio BandNews FM. O programa trazia as principais notícias da semana comentando os fatos do Brasil e do mundo de um jeito leve, com interação dos ouvintes. Sendo ele o mestre de cerimônia, dividia o programa com a atriz Juliana Santos, os atores Carlos Fariello e Daniel De Rogatis e a jornalista Daniela Tesolin. O Clube dos Cinco, foi criado para comemorar o aniversário de 10 anos da Radio Bandnews Fm, saiu do ar em 21 de dezembro do mesmo ano.
Em 2022, lançou dois filmes no cinema: Amor Sem Medida e Rir para Não Chorar. No teatro, ficou em cartaz com a peça Humor aos Pedaços com o ator Guilherme Uzeda em São Paulo.

## Filmografia

### Televisão
| Ano       | Programa                  | Personagem             | Emissora   | Ref.   |
| --------- | ------------------------- | ---------------------- | ---------- | ------ |
| ?         | Marcelo Mansfield Show    | Apresentador           | TV Gazeta  |        |
| 1987-1989 | TV Mix                    | Vários Personagens     | TV Gazeta  |        |
| 1990-1994 | Rá-Tim-Bum                | Doutor Barbatana       | TV Cultura |        |
| 1990      | Rainha da Sucata          | Garçom                 | TV Globo   |        |
| 1992      | X-Tudo                    | Apresentador           | TV Cultura | [ 14 ] |
| 1993      | Mulheres de Areia         | Santiago               | TV Globo   | [ 14 ] |
| 1995      | Você Decide               | Vários episódios       | TV Globo   | [ 14 ] |
| 1997      | Caça-Talentos             | Gatton                 | TV Globo   |        |
| 1999      | Chiquinha Gonzaga         | Arnaud                 | TV Globo   | [ 14 ] |
| 1999      | Andando nas Nuvens        | Atendente de joalheria | TV Globo   |        |
| 1999      | Vila Madalena             | Walmir                 | TV Globo   | [ 14 ] |
| 2001      | O Direito de Nascer       | Frederico              | SBT        | [ 14 ] |
| 2001-2002 | Acampamento Legal         | Barão de Beleléu       | RecordTV   | [ 14 ] |
| 2002      | Desejos de Mulher         | Noronha                | TV Globo   | [ 14 ] |
| 2005      | A Diarista                | Empresário             | TV Globo   |        |
| 2005      | A Lua Me Disse            | Lobo                   | TV Globo   | [ 14 ] |
| 2007      | Zorra Total               | Seu Banana             | TV Globo   | [ 14 ] |
| 2011-2015 | Agora É Tarde             | Ele mesmo (narrador)   | Band       | [ 14 ] |
| 2017-2018 | Tudo Acaba em Pizza       | Apresentador           | Chef TV    | [ 14 ] |
| 2019      | Filhos da Pátria          | Amauri                 | TV Globo   | [ 14 ] |
| 2019      | A Vida Secreta dos Casais | Demétrio               | HBO Brasil | [ 14 ] |

### Cinema
| Ano  | Título                                   | Personagem                                    | Notas                            | Ref.   |
| ---- | ---------------------------------------- | --------------------------------------------- | -------------------------------- | ------ |
| 1987 | Anjos da Noite                           | Amigo                                         |                                  | [ 14 ] |
| 1989 | Festa                                    | Garçom                                        |                                  | [ 14 ] |
| 1989 | Rá-Tim-Bum                               | Dr. Barbatana                                 |                                  | [ 14 ] |
| 1991 | Sua Excelência, o Candidato              | Apresentador de TV                            |                                  | [ 14 ] |
| 1992 | Oswaldianas                              | Pedro Joaquim de Alencar, Visconde de Paquetá | Segmento: "Uma Noite com Oswald" | [ 14 ] |
| 1992 | Perfume de Gardênia                      | Comediante popular                            |                                  | [ 14 ] |
| 1992 | X-Tudo                                   | Apresentador                                  |                                  | [ 14 ] |
| 1993 | Impala 60                                | Crítico de arte                               |                                  |        |
| 1994 | A Causa Secreta                          | Garçom                                        |                                  | [ 14 ] |
| 1995 | Sábado                                   | Travesti                                      |                                  | [ 14 ] |
| 1996 | Olhos de Vampa                           | Apresentador de TV                            |                                  | [ 14 ] |
| 1996 | Loura Incendiária                        | Comendador                                    | Roteirista                       | [ 14 ] |
| 2001 | Sonhos Tropicais                         | Assistente Moacyr                             |                                  | [ 14 ] |
| 2002 | Durval Discos                            | Vendedor                                      |                                  | [ 14 ] |
| 2007 | Sete Vidas                               | Um dos donos do Gato                          | Curta-metragem                   | [ 14 ] |
| 2009 | É Proibido Fumar                         | Paulo                                         |                                  | [ 14 ] |
| 2021 | Amor Sem Medida                          | Adolfo Alvarenga                              |                                  | [ 14 ] |
| 2022 | A Lasanha Assassina: O ataque das massas | Luigi                                         | Filme de animação                | [ 14 ] |
| 2022 | Rir para Não Chorar                      | Psicólogo                                     |                                  | [ 15 ] |
| 2022 | Abestalhados 2                           | Gilmar Godoy                                  |                                  | [ 16 ] |
| 2023 | Rodeio Rock                              | Sr. Pacheco                                   |                                  |        |
| 2025 | Uma Advogada Brilhante                   | Dr. Pacheco                                   |                                  | [ 17 ] |

## Teatro
| Ano       | Título                                  | Nota            | País              | Ref.   |
| --------- | --------------------------------------- | --------------- | ----------------- | ------ |
| 1986      | Hollywood que se cuide                  |                 | Brasil            |        |
| 1986-1987 | Gôndolas do Tietê                       |                 | Brasil            |        |
| 1988      | Pequeno Mundo                           |                 | Brasil            |        |
| 1988      | Maracaibo a go-go                       |                 | Brasil            |        |
| 1988-1989 | Como agarrar Marcelo Mansfield          |                 | Brasil            |        |
| 1989-1990 | Golden Boy                              |                 | Brasil            |        |
| 1989      | Mares da China                          | Autor           | Brasil            |        |
| 1990      | Em busca de Scarlet O'Hara              | Autor           | Brasil            |        |
| 1992      | Os Wanderleys                           |                 | Brasil            |        |
| 1992      | Mansão Assombrada                       |                 | Brasil            |        |
| 1992      | Homem Disputado                         | Autor e ator    | Brasil            |        |
| 1993-1994 | Solteirão Cobiçado                      | Autor e ator    | Brasil e Portugal |        |
| 1995      | Loura Incendiária                       | Autor e ator    | Brasil            |        |
| 1997      | Os Wanderleys e Orquestra Heartbreakers |                 | Brasil            |        |
| 1997      | Fim do Mundo                            |                 | Brasil            |        |
| 1999      | Midnight Clowns                         |                 | Brasil            |        |
| 2000      | Late Night                              |                 | Brasil            |        |
| 2001      | Chega de Shakespeare                    |                 | Brasil            |        |
| 2001-2005 | Terça Insana                            | Autor e ator    | Brasil e Portugal |        |
| 2003      | Solteirão Cobiçado                      | Autor e ator    | Brasil e Portugal |        |
| 2004      | Mondo Cane                              | Autor e ator    | Brasil            |        |
| 2005-2011 | Clube da Comedia Stand-Up               | Stand-up comedy | Brasil            |        |
| 2007      | Como entrar mudo e sair calado          | Autor e ator    | Brasil            |        |
| 2008-2013 | Nocaute                                 | Stand-up comedy | Brasil e Canadá   |        |
| 2010      | Má Companhia                            |                 | Brasil            | [ 18 ] |
| 2014-2016 | Uma noite com Marcelo Mansfield         | Autor e ator    | Brasil e Portugal |        |
| 2016      | Cabaret Ligeiro                         |                 | Portugal          |        |
| 2022      | Humor aos Pedaços                       | Autor e ator    | Brasil            |        |

## Internet
| Ano           | Título            | Cargo        | Plataforma |
| ------------- | ----------------- | ------------ | ---------- |
| 2007-presente | Marcelo Mansfield | Apresentador | YouTube    |

## Mídia impressa
| Ano    | Coluna                        | Função    | Veículo                                             | Ref.   |
| ------ | ----------------------------- | --------- | --------------------------------------------------- | ------ |
| 1997   | TV a Lenha                    | Colunista | Folha de S.Paulo                                    |        |
| 1998   | Viagem no tempo               | Colunista | Contigo!                                            |        |
| Vários | Colaborações para as revistas | Colunista | Set, Net, Joy, Única, CartaCapital, Jornal da Tarde | [ 13 ] |

## Livro
| Ano  | Livro             | Nota           | Editora        | Ref.   |
| ---- | ----------------- | -------------- | -------------- | ------ |
| 2005 | Merreca Christmas | Vários autores | Editora Matrix | [ 19 ] |

## Rádio
| Ano  | Título          | Emissora          | Ref. |
| ---- | --------------- | ----------------- | ---- |
| 2015 | Clube dos Cinco | Rádio BandNews FM |      |